# Serwoniec (Strzeszyn)
Serwoniec – część wsi Strzeszyn w Polsce, położona w województwie małopolskim, w powiecie gorlickim, w gminie Biecz. Wchodzi w skład sołectwa Strzeszyn.
W latach 1975–1998 Serwoniec położony był w województwie krośnieńskim.